# Sandra Dee
Sandra Dee, właśc. Alexandra Zuck (ur. 23 kwietnia 1942 w Bayonne, zm. 20 lutego 2005 w Thousand Oaks) – amerykańska aktorka. Karierę zaczęła pracując w reklamach jako dziecięca modelka, a jako nastolatka przeszła do przemysłu filmowego. Najbardziej znana z ról „pierwszych naiwnych”, Dee zdobyła nagrodę Złotego Globa, jako jedna z najbardziej obiecujących nowych aktorek roku, za występ w filmie Zanim dopłyną (reż. Robert Wise, 1957). Stała się powszechnie rozpoznawalna dzięki rolom w produkcjach Zwierciadło życia i Gidget (oba 1959).
W późnych latach 60. jej kariera zaczęła podupadać, a szeroko nagłośnione małżeństwo z piosenkarzem Bobbym Darinem (1960–1967) zakończyło się rozwodem. W późniejszym czasie rzadko występowała, a w ostatnich lata życia chorowała (jadłowstręt psychiczny, depresja, alkoholizm). Zmarła w 2005 roku (w wieku 62 lat) z powodu powikłań związanych z nefropatią.

## Młodość
Dee urodziła się jako jedyne dziecko Marii (née Cymboliak) i Johna Zuck, którzy spotkali się jako nastolatkowie podczas kościelnych tańców Rosyjskiego Kościoła Prawosławnego. Niedługo potem wzięli ślub, jednak rozwiedli się zanim Sandra ukończyła 5 lat. Miała pochodzenie łemkowsko-karpatorusińskie.
Jej syn, Dodd Darin, napisał w biografii o rodzicach, zatytułowanej Dream Lovers, że Mary, matka Dee, i jej ciotka Olga „były pierwszą generacją córek rosyjsko-ortodoksyjnej pary z klasy robotniczej”. Dee napisała: „należeliśmy do Rosyjskiego Kościoła Prawosławnego, a tam, podczas spotkań towarzyskich, odbywały się tańce”. Po zmianie nazwiska na Sandra Dee, w wieku 12 lat rozpoczęła karierę jako modelka, pracując dla czołowej nowojorskiej agencji.
W związku z rokiem urodzenia Dee pojawiły się nieścisłości ponieważ dowody wskazywały zarówno na 1942 jak i 1944 rok. Rejestry prawne, m.in. jej kalifornijski dokument rozwodowy (Bobby Darin), Social Security Death Index (SSDI) oraz napisy na jej nagrobku potwierdzają rok jej urodzenia jako 1942. W wywiadzie udzielonym w 1967 roku dla „Oxnard Press-Courier” przyznała, że w 1960 roku, kiedy pierwszy raz spotkała Darina, miała 18 lat, a trzy miesiące później wzięli ślub. Według książki autorstwa jej syna, Dee miała się urodzić w 1944 roku. Jednak, zaczynając karierę modelki i aktorki w młodym wieku, wraz z matką fałszywie odmłodziły Dee, dzięki czemu miała do wyboru więcej ofert pracy. Zgodnie z tym, zrozumiałe jest dlaczego w oficjalnych informacjach prasowych przy jej dacie urodzenia wpisano 1942 rok. Nie wiadomo jednak dlaczego na jej grobie, który miał być zamówiony przez jej syna (jedyne dziecko), napisano 1942 jako rok urodzenia Dee. Rodzice Dee rozwiedli się w 1950 roku, a jej matka powtórnie wyszła za mąż za mężczyznę, który miał dopuścić się seksualnego wykorzystania wobec Dee.

## Kariera

### Modelka
Amerykański filmowiec Ross Hunter stwierdził, że odkrył Dee na nowojorskiej Park Avenue, gdzie była wraz z matką; miała ona wówczas 12 lat. W wywiadzie udzielonym w 1959 roku Dee powiedziała, że „szybko dorosła”, będąc otoczoną głównie przez starsze od niej osoby i „w niczym, co chciała zrobić, nigdy nie była powstrzymywana”. W trakcie kariery modelki, Dee usiłowała zrzucić wagę by „być tak chuda jak modelki haute couture”, chociaż niewłaściwa dieta „zniszczyła jej skórę, włosy, paznokcie – wszystko”. Po odchudzeniu się, jej organizm nie był w stanie strawić żadnego pokarmu, co wymagało pomocy lekarza by wrócić do zdrowia. Stwierdziła, że „mogła się zabić” i „musiała uczyć się jeść na nowo”. Mimo wyniszczającej zdrowie diety, Dee przez rok pracy jako nastoletnia modelka w Nowym Jorku zarobiła aż 75 000 USD, które przeznaczyła na siebie i matkę po tym jak zmarł jej ojczym. Sowite wynagrodzenie Dee za modeling było większe niż to, co później zarabiała jako aktorka.

### Aktorka
Po zakończeniu kariery modelki, w 1957 roku Dee przeprowadziła się z Nowego Jorku do Hollywood. Po nauce w prywatnej szkole Hollywood Professional School, w czerwcu 1958 roku ukończyła University High School w Los Angeles. Filmowy debiut Dee miał miejsce w 1957 roku w produkcji Zanim dopłyną (reż. Robert Wise), gdzie wystąpiła obok Joan Fontaine i Piper Laurie. W celu promocji obrazu Dee pojawiła się w grudniowym wydaniu czasopisma „Modern Screen” w rubryce Louelli Parsons, która chwaliła młodą dziewczynę i porównała jej wygląd oraz talent do Shirley Temple. Za filmową kreację Dee została wyróżniona Złotym Globem dla Nowej Gwiazdy Roku, razem z Carolyn Jones i Diane Varsi. Mimo nowego sukcesu, Dee nadal walczyła z psychicznym jadłowstrętem, co spowodowało, że jej nerki tymczasowo przestały działać.

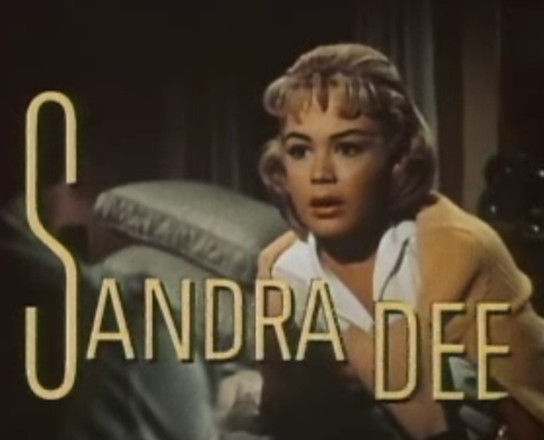
Dee w filmie Zwierciadło życia (1959)

W 1958 roku Dee podpisała umowę z Universal Pictures, będąc jednym z ostatnich zakontraktowanych aktorów przedsiębiorstwa przed rozwiązaniem starego systemu studyjnego. W 1958 roku ukazał się film The Restless Years, w którym zagrała główną rolę; w tym samym roku premierę miał obraz The Reluctant Debutante, w którym wcieliła się w córkę postaci granej przez Reksa Harrisona. W późniejszym czasie Dee została obsadzona w produkcji Zwierciadło życia (1959), obok Lany Turner. Film stał się wielkim sukcesem komercyjnym, a w tamtym czasie była to najlepiej zarabiająca produkcja filmowa w historii wytwórni Universal Pictures, co przyczyniło się do znacznego wzrostu popularności Dee.
Jej występ w roli tytułowej w komedii dla nastolatków Gidget (1959) spowodował, że Dee była uznawana za aktorkę właściwą dla ról ingénue. Wystąpiła ona także w dramacie romantycznym A Summer Place (1959) i w komedii romantycznej Kiedy nadejdzie wrzesień (1961), obok Rocka Hudsona i Giny Lollobrigidy oraz Bobby’ego Darina, którego Dee poznała na planie filmu. Pobrali się 1 grudnia 1960 roku, po zakończeniu zdjęć do filmu. Nowożeńcy pojawili się razem w komedii romantycznej If a Man Answers (1962), a Dee wcieliła się w postać Tammy w dwóch sequelach filmu Tammy and the Bachelor Universalu – Tammy Tell Me True (1961) i Tammy and the Doctor (1963), gdzie zagrała obok Petera Fondy. Ponownie na kinowym ekranie Dee pojawiła się z Darinem w That Funny Feeling (1965). Rok później aktorka zagrała w komedii przygodowej A Man Could Get Killed (1966).

### Schyłek kariery
Przed końcem lat 60. kariera Dee znacznie zwolniła, kiedy wytwórnia Universal Pictures zrezygnowała z aktorki. Po rozwodzie z Darinem w 1967 roku Dee rzadko występowała. W wywiadzie przeprowadzonym w 1967 roku przez Rogera Eberta Dee opowiadała o jej doświadczeniu ze studyjnym systemem oraz o wizerunku naiwnej dziewczyny (ingénue), który został jej narzucony, co uznała za ograniczające:

Spójrz na to – papieros. Lubię palić. Mam 25 lat, i tak się składa, że lubię zapalić. Tak że w Hollywood agenci z prasy studyjnej nadal wyciągają mi z ręki papierosy i przykrywają mój drink serwetką, kiedy tylko robione są mi zdjęcia. Mała Sandra Dee nie powinna palić, no wiesz. Albo palić. Albo oddychać.

Przez kilka lat Dee była nieaktywna w przemyśle filmowym zanim pojawiła się w okultystycznym filmie grozy Horror w Dunwich (1970, American International Pictures), gdzie wcieliła się w postać studentki, która w pewnym momencie orientuje się, że znalazła się w centrum satanistycznej intrygi. Fabuła filmu oparta została na opowiadaniu autorstwa H.P. Lovecrafta. W latach 70. Dee sporadycznie angażowała się w produkcje telewizyjne, pojawiając się w serialach Night Gallery, Fantasy Island i Sierżant Anderson. Ostatnim filmem, w jakim zagrała był dramat Lost (1983). W latach późniejszych Dee stwierdziła w jednej z gazet, że „czuła się jak ktoś kogo nigdy nie było” (felt like a has-been that never was).

## Choroba i śmierć

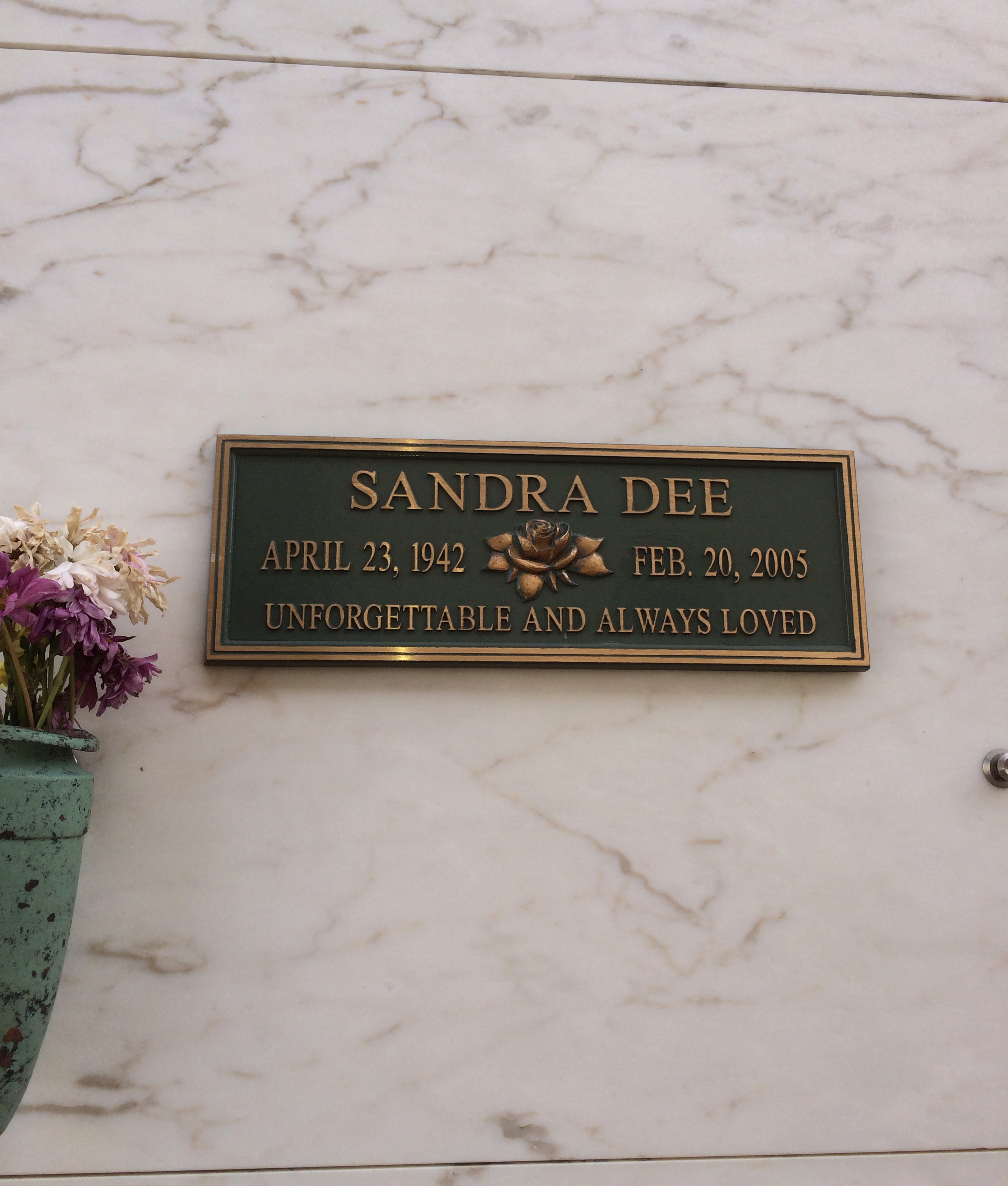
Grób Dee na cmentarzu Forest Lawn w Hollywood Hills

W kolejnych latach Dee była w słabej kondycji zdrowotnej i stała się, jak sama siebie określała, samotnikiem. Przez wiele lat zmagała się z psychicznym jadłowstrętem, depresją i alkoholizmem. Przestała całkowicie pić po tym jak w 2000 roku zdiagnozowano u niej nowotwór gardła oraz niewydolność nerek, co było spowodowane nadmiernym i wieloletnim paleniem papierosów i piciem alkoholu.
W 2005 roku z powodu powikłań związanych z chorobą nerek Dee zmarła, mając 62 lata. Jej szczątki spoczywają na cmentarzu Forest Lawn Memorial Park w Hollywood Hills. Dee pozostawiła syna oraz dwie wnuczki.

## Życie prywatne
Małżeństwo Dee z Bobbym Darinem (1960–67) powodowało, że przez większość dekady media były jej osobą zainteresowane. Para spotkała się podczas realizacji zdjęć do filmu Kiedy nadejdzie wrzesień, który trafił na ekrany kin w 1961 roku. Miała podpisaną umowę z wytwórnią Universal Studios, która starała się przekształcić Dee w aktorkę dojrzałą, a filmy, w których już jako dorosła wystąpiła przyniosły umiarkowany sukces. 16 grudnia 1961 roku urodził im się syn, Dodd Mitchell Darin. Bobby Darin zmarł w 1973 roku w wieku 37 lat.
W 1994 roku opublikowana została książka napisana przez Dodda Darina o jego rodzicach – Dream Lovers: The Magnificent Shattered Lives of Bobby Darin and Sandra Dee – w której przedstawił historię jego matki walczącej z anoreksją oraz uzależnieniem od narkotyków i alkoholu, a także o jej zapewnieniu o tym, że jako dziecko została wykorzystana seksualnie przez jej ojczyma, Eugene’a Douvana.

## W kulturze popularnej
- piosenka „Look at Me, I’m Sandra Dee” pojawiła się w musicalu Grease (1972)[26] oraz w filmie pod tym samym tytułem (1978)[27],
- związek Dee z Bobbym Darinem został zekranizowany w filmie Wielkie życie (2004), w którym obsadzeni zostali Kevin Spacey (Darin) i Kate Bosworth (Dee)[28].

## Filmografia
| Rok     | Tytuł                             | Rola                                  | Uwagi | Źr.           |
| ------- | --------------------------------- | ------------------------------------- | --- | ------------- |
| 1957    | Zanim dopłyną                     | Evelyn Leslie                         | reż. Robert Wise | [ 29 ]        |
| 1958    | The Reluctant Debutante           | Jane Broadbent                        | reż. Vincente Minnelli | [ 30 ]        |
| 1958    | The Restless Years                | Melinda Grant                         | tytuł alt. (Wielka Brytania): The Wonderful Years; reż. Helmut Käutner | [ 31 ] [ 32 ] |
| 1960    | Królowa Śniegu                    | Gerda                                 | głos w wersji angielskiej (1960, Universal) | [ 33 ]        |
| 1959    | Obcy w moich ramionach            | Pat Beasley                           | tytuł oryg.: A Stranger in My Arms, tytuł alt.: And Ride a Tiger | [ 34 ]        |
| 1959    | Gidget                            | Frances Lawrence vel Gidget           | reż. Paul Wendkos | [ 35 ]        |
| 1959    | Zwierciadło życia                 | Susie Meredith (w wieku 16 lat)       | reż. Douglas Sirk | [ 36 ]        |
| 1959    | The Wild and the Innocent         | Rosalie Stocker                       | reż. Jack Sher | [ 37 ]        |
| 1959    | A Summer Place                    | Molly Jorgenson                       | reż. Delmer Daves | [ 38 ]        |
| 1960    | Portret w czerni                  | Catherine Cabot                       | reż. Michael Gordon | [ 39 ]        |
| 1961    | Romanow i Julia                   | Juliet Moulsworth                     | tytuł oryg.: Romanoff and Juliet, tytuł alt.: Dig That Juliet; reż. Peter Ustinov                                                                                           | [ 40 ]        |
| 1961    | Tammy Tell Me True                | Tambrey „Tammy” Tyree                 | reż. Harry Keller | [ 41 ]        |
| 1961    | Kiedy nadejdzie wrzesień          | Sandy Stevens                         | reż. Robert Mulligan | [ 42 ]        |
| 1962    | If a Man Answers                  | Chantal Stacey                        | reż. Henry Levin | [ 43 ]        |
| 1963    | Tammy and the Doctor              | Tambrey „Tammy” Tyree                 | reż. Harry Keller | [ 44 ]        |
| 1963    | Weź ją – jest moja                | Mollie Michaelson                     | tytuł oryg.: Take Her, She’s Mine; reż. Henry Koster | [ 45 ]        |
| 1964    | I’d Rather Be Rich                | Cynthia Dulaine                       | reż. Jack Smight | [ 46 ]        |
| 1965    | That Funny Feeling                | Joan Howell                           | reż. Richard Thorpe | [ 47 ]        |
| 1966    | A Man Could Get Killed            | Amy Franklin                          | tytuł alt.: Welcome, Mr. Beddoes; reż. Ronald Neame | [ 17 ]        |
| 1967    | Doctor, You’ve Got to Be Kidding! | Heather Halloran                      | tytuł alt.: This Way Out, Please / Three for a Wedding; reż. Peter Tewksbury                                                                                                | [ 48 ]        |
| 1967    | Rosie!                            | Daphne Shaw                           | reż. David Lowell Rich | [ 49 ]        |
| 1970    | Horror w Dunwich                  | Nancy Walker                          | The Dunwich Horror; reż. Daniel Haller | [ 50 ]        |
| 1971–72 | Night Gallery                     | Ann Bolt Millicent / Marion Hardy     | 2 odc.: Ann Bolt („The Different Ones / Tell David… / Logoda’s Heads”, reż. Jeff Corey, 1971), Millicent / Marion Hardy („Spectre in Tap-Shoes”, reż. Jeannot Szwarc, 1972) | [ 51 ] [ 52 ] |
| 1972    | The Manhunter                     | Mara Bocock                           | zdjęcia do filmu zrealizowano w 1968 r.; Wielka Brytania (wersja telewizyjna): 1972, Stany Zjednoczone: 1976; reż. Don Taylor                                               | [ 53 ]        |
| 1972    | The Daughters of Joshua Cabe      | Ada                                   | film telewizyjny (western); reż. Philip Leacock | [ 54 ]        |
| 1972    | Love, American Style              | Joan / Bonnie Galloway                | odc.: „Love and the Know-It-All / Love and the Perfect Wife / Love and the Sensuous Twin / Love and the Triple Threat” (reż. Leslie H. Martinson)                           | [ 55 ]        |
| 1972    | The Sixth Sense                   | Alice Martin                          | odc.: „Through a Flame Darkly” (reż. John Newland) | [ 56 ]        |
| 1974    | Houston, mamy kłopoty             | Angie Cordell                         | film telewizyjny; tytuł oryg.: Houston, We’ve Got a Problem; reż. Lawrence Doheny                                                                                           | [ 57 ]        |
| 1977–83 | Fantasy Island                    | Francesca Hamilton / Margaret Winslow | serial telewizyjny; 2 odc.: Francesca Hamilton („Pilot”, reż. Richard Lang, 1977), Margaret Winslow („Eternal Flame / A Date with Burt”, reż. Don Weis, 1983)               | [ 58 ] [ 59 ] |
| 1978    | Sierżant Anderson                 | Marie Quinn                           | tytuł oryg.: Police Woman; odc.: „Blind Terror” (reż. Virgil W. Vogel) | [ 60 ]        |
| 1983    | Lost                              | Penny                                 | reż. Al Adamson | [ 61 ]        |
| 1994    | Frasier                           | Connie (głos)                         | odc.: „The Botched Language of Cranes” (reż. David Lee) | [ 62 ]        |